# Fitampoha
Le Fitampoha est un événement religieux de la côte ouest de Madagascar, pratiqué par l'ethnie sakalave. Il est structuré autour d'une cérémonie sacrée appelée Bain des reliques, au cours de laquelle les reliques d'anciens rois de la région sont baignées dans le fleuve Tsiribihina. Elle a lieu à Belon'i Tsiribihina tous les dix ans depuis 1904 et tous les 5 ans depuis 1988 les années se terminant en 8.

## Deroulement
La fête a lieu sur un îlot de sable au centre du fleuve Tsiribihina. À cette occasion, un village temporaire est installé sur l'îlot, où les participants résideront pendant une semaine. Chaque soir, durant cette semaine, les femmes chantent des Kolondoy ou des antsa. Parallèlement, les jeunes hommes s'affrontent lors de combats de lutte (Morengy).
De nos jours, les Sakalava de la région Menabe célèbrent le « Fitampoha » tous les cinq ans, un rite festif qui s’étend sur sept jours. Les jours précédant la cérémonie sont consacrés à l’accueil des invités venus de toute la région de Menabe, ainsi que des habitants de Belo-sur-Tsiribihina. Le premier jour marque un grand moment de joie en l’honneur de la tribu Sakalava et du « Fitampoha » lui-même. Les festivités se poursuivent les jours suivants avec des repas à base de viande de zébu et de boissons alcoolisées, le tout animé par des chants traditionnels. Le cinquième jour, les reliques royales, ou « Dady », conservées dans les « Zomba » (cases royales), sont lavées au bord de la plage de Belo-sur-Tsiribihina, sur l’îlot d’Ampasy. Enfin, le septième et dernier jour, les ossements sont séchés puis enduits d'huile de zébu parfumée et de miel. Durant cette cérémonie, seuls les gendres du roi, les femmes considérées comme possédées par l’esprit des rois, les personnes chargées des bains rituels et les porteurs des reliques peuvent approcher les ossements royaux. Une fois le séchage terminé, les corps des rois sont replacés dans les « Zomba » où ils restent soigneusement préservés.[https://madagascar-green-island-discovery.com/fitampoha/